# 斯托本鎮區 (印地安納州斯托本縣)
斯托本鎮區（英語：Steuben Township）是位於美國印地安納州斯托本縣的一個行政鎮區。

## 地方資料
根據2010年美國人口普查的數據，斯托本鎮區的面積為89.30平方千米，當中陸地面積為87.40平方千米，而水域面積為1.90平方千米。當地共有人口2830人，而人口密度為每平方千米31.69人。